# Giulio della Rovere

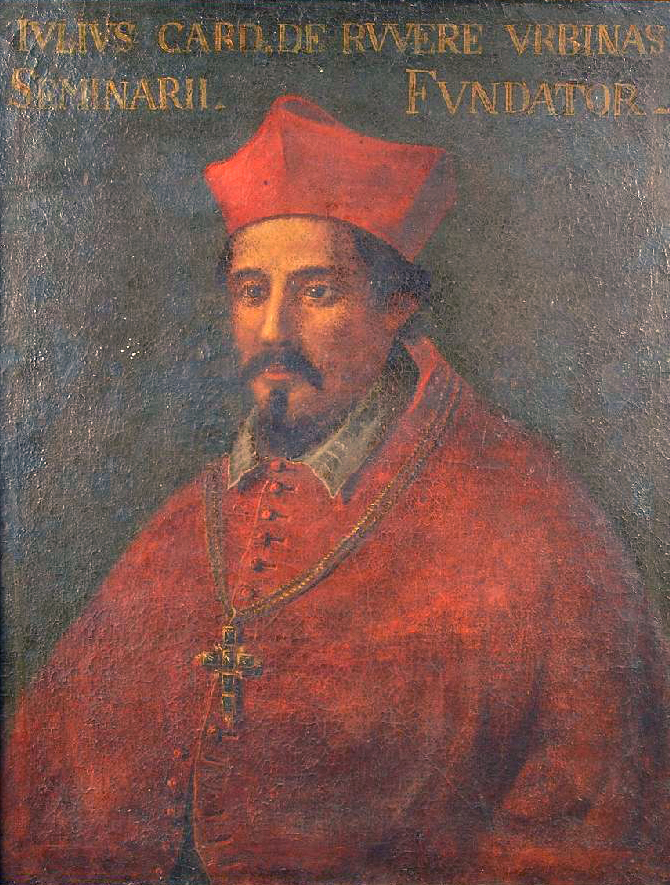
Kardinal Giulio della Rovere (barockes Gemälde, um 1675)

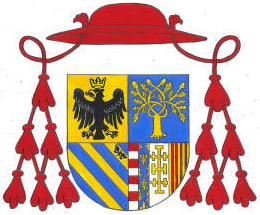
Wappen des Kardinals vor seiner Bischofsweihe 1566 (schematische Darstellung)

Giulio Feltrio della Rovere (* 5. April 1533 in Urbino; † 3. September 1578 in Fossombrone) war ein italienischer Kardinal, Inhaber mehrerer Bistümer und Erzbistümer sowie Herzog von Sora.

## Leben
Giulio Feltrio della Rovere war als jüngster Sohn Francesco Maria I. della Roveres, Herzogs von Urbino, für eine kirchliche Karriere vorgesehen. Papst Paul III. ernannte im Juli 1547 den erst 14-jährigen vorerst zum Kardinal in pectore, doch schon im April 1548 wurde er in sein Amt eingeführt und erhielt als Titelkirche San Pietro in Vincoli, im selben Jahr wurde er zum Bischof von Urbino und Recanati gewählt. In den nächsten Jahren diente er als päpstlicher Legat in Urbino und Perugia und nahm an den Konklaven der Jahre 1555 (Marcellus II. und Paul IV.), 1559 (Pius IV.) und 1565 (Pius V.) teil.
Im März 1566 wurde er Erzbischof von Ravenna, im selben Jahr erhielt er – obwohl schon fast seit zwei Jahrzehnten Kardinal und Bischof – seine Priesterweihe. In seinem Todesjahr 1578 wurde er Erzbischof von Urbino und nahm so sein erstes kirchliches Amt wieder ein. Er starb in Fossombrone in den Marken und liegt im Kloster Santa Chiara in Urbino begraben.

## Nachkommen
Mit Leonora von Ferrara hatte Giulio Feltrio mehrere leibliche Kinder, die mit päpstlicher Bulle 1572 legitimiert wurden:
- Ippolito della Rovere (* 1554 in Castelleone; † 1620 in Rom), Markgraf von San Lorenzo in Campo verheiratet mit Isabella Vitelli aus dem Hause Orsini. Die beiden hatten mehrere Kinder:
  - Livia della Rovere (* 16. Dezember 1583 in San Lorenzo in Campo; † 6. Juli 1641 in Castelleone) heiratete 1599 ihren 36 Jahre älteren Cousin Herzog Francesco Maria II. della Rovere. Sie war die letzte Herzogin von Urbino.
  - Giulio della Rovere (* 1587 in San Lorenzo in Campo; † 1636 in Rom)
  - Lucrezia della Rovere (* 1589 in Urbino; † 18. Februar 1652 in Rom), verheiratet mit Marcantonio Lante, Herzog von Bomarzo. Sie begründeten die bis heute bestehende Familie Lante Montefeltro della Rovere
- Giuliano della Rovere (* 1559; † 1621 in Rom) wurde Kleriker. Er begründete einen Fideikommiss zugunsten seiner Nichte Lucrezia und ihrer Nachkommen, verbunden mit dem Privileg den Zunamen Montefeltro della Rovere zu führen.